# Шагинян, Арсен Карапети
Арсен Карапети Шагинян (род. 14 декабря 1975, Эчмиадзин, АрмССР) — российский историк-медиевист, востоковед (арабист, арменист), византинист. Доктор исторических наук (2010), профессор СПбГУ.

## Биография
Арсен Карапети Шагинян родился 14 декабря 1975 года в Эчмиадзине (ныне Вагаршапат). В 1997 году окончил восточный факультет СПбГУ по специальности «История стран Ближнего и Среднего Востока». Последующие три года обучался здесь же в аспирантуре. В 2002 году защитил кандидатскую, а в 2010 — докторскую диссертацию. С 2000 по 2005 год занимал должность заместителя декана в Восточном факультете СПбГУ. В 2011, после защиты диссертации, назначен на должность профессора Института истории СПбГУ. Продолжает преподавать в университете курсы истории Армении и Ближнего Востока. С 2011 года — Член международной ассоциации арменоведческих исследований.

## Научная деятельность
Арсен Шагинян является автором 4 книг и большого количества статей на русском, армянском, французском и английском языках. Выступал в качестве докладчика на значительном количестве конференций по Ближнему Востоку и Армении, в том числе международных и проводимых в Западной Европе. Автор двух учебных пособий — по географии и истории Армении. Удостоен Гранта Президента Российской Федерации для государственной поддержки молодых российских ученых — докторов наук.